# Via del Carbone
Via del Carbone, anticamente vicolo del Carbone, unisce via delle Scienze con via Carlo Mayr, a Ferrara.

## Storia

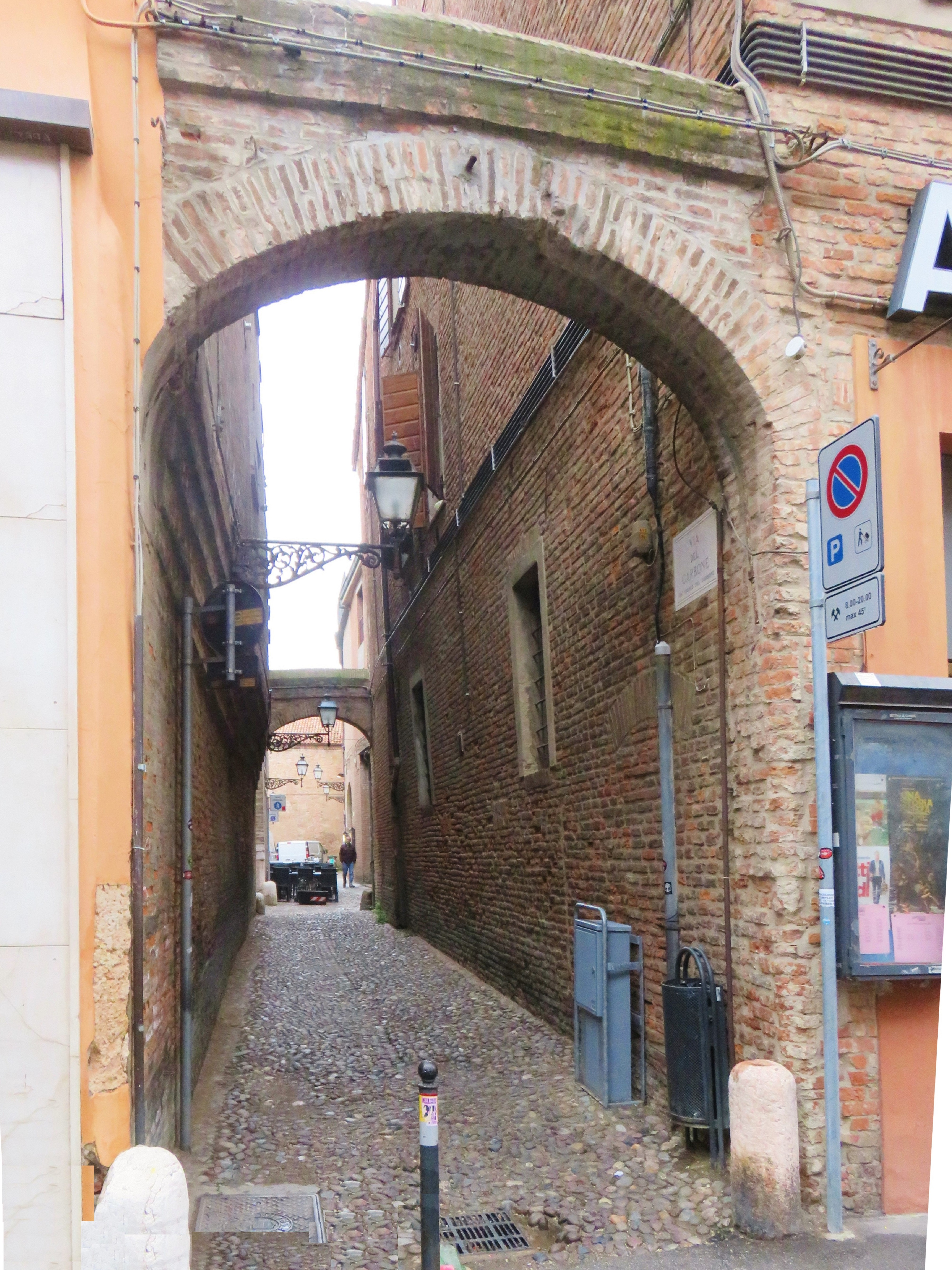
Via del Carbone, arco all'incrocio con via Carlo Mayr

Il percorso originale della via è stato per lungo tempo molto più esteso, arrivando, di fatto, sino alle mura. 
Solo in periodi relativamente recenti, dopo l'incrocio con via Carlo Mayr (nel tratto che sino al XX secolo faceva parte di via Ripagrande) un tratto di questa strada urbana è stato chiamato vicolo del Leoncorno.

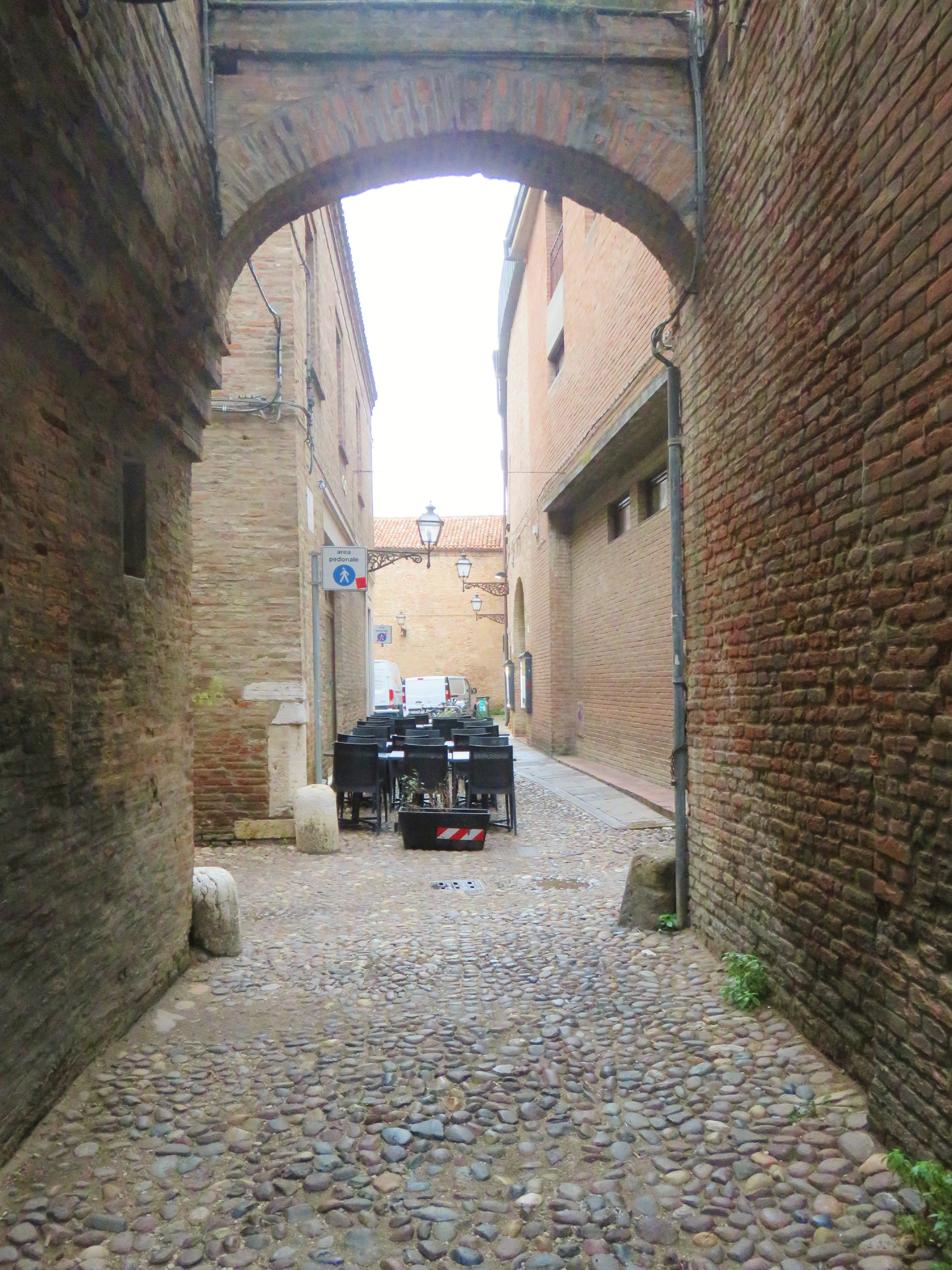
Via del Carbone all'incrocio con via delle Volte

### Piccole deviazioni da via del Carbone
- Un punto interessante del percorso è l'incrocio con via Ragno, antica strada medievale limite meridionale dell'area dello storico ghetto di Ferrara.

- Degno di attenzione poi è anche l'incontro con un'altra famosa via estense, via delle Volte.

### Origini del nome
Anticamente questa via venne chiamata via della Lupa, perché vi si trovava un lupanare, o bordello (in tempi recenti via della Lupa è il nome assegnato ad una strada che si trova a breve distanza da questa). 
Un altro nome fu anche via di San Giacomo, per via della chiesa omonima risalente al XI secolo e soppressa, quindi utilizzata a lungo come magazzino.
Il nome vicolo del Carbone, dal quale poi si è passati alla denominazione in uso, è legata al deposito di carbone che a lungo è stato in attività nell'edificio di fronte alla chiesa di San Giacomo. Tale commercio, a Ferrara, era diritto esclusivo della corporazione dell'Arte dei fabbri.

## Luoghi d'interesse

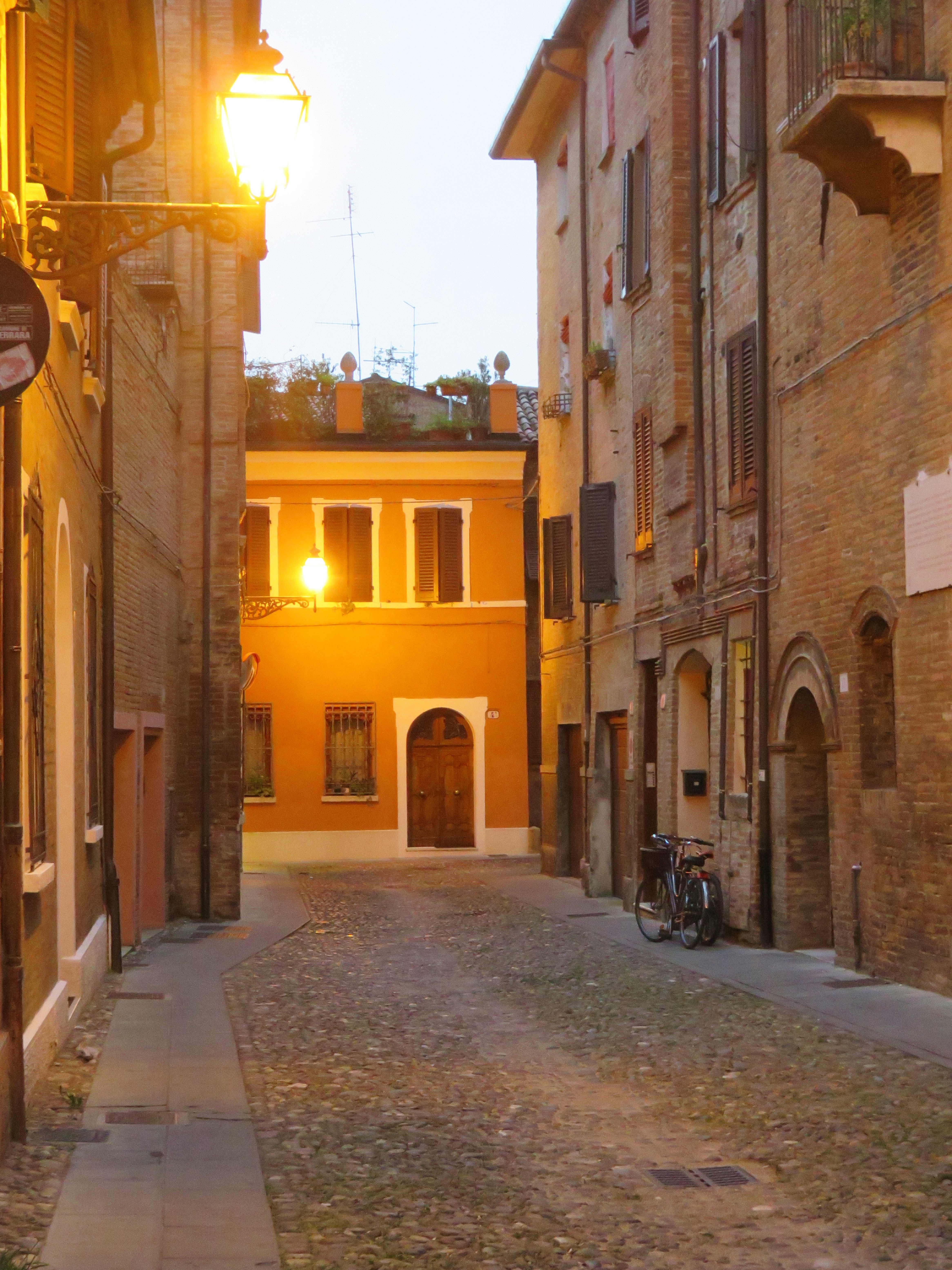
Al centro, in fondo, la casa dove visse Giorgio de Chirico e sulla destra la casa di Pandolfo Ariosto

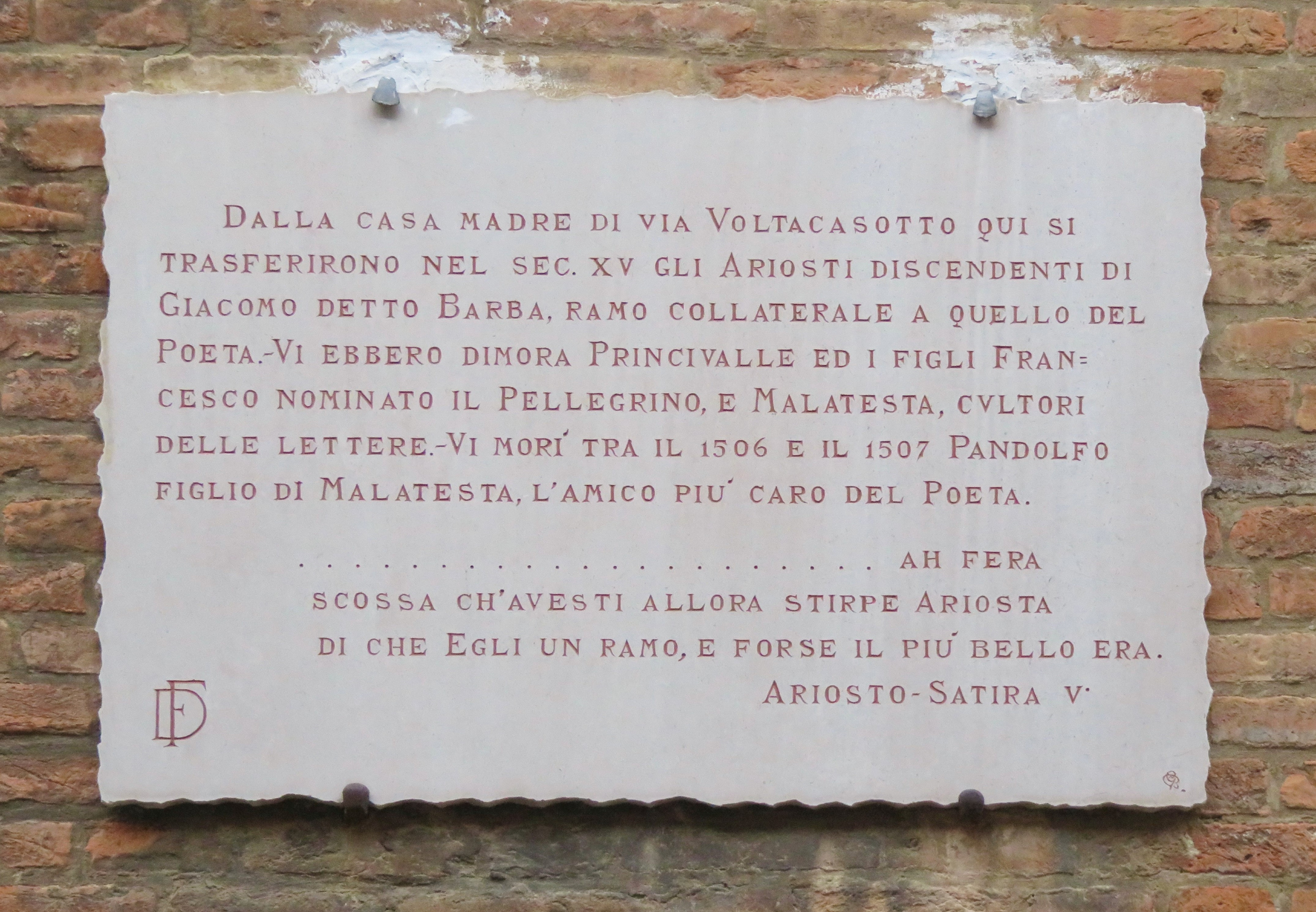
Epigrafe sulla casa di Pandolfo Ariosto

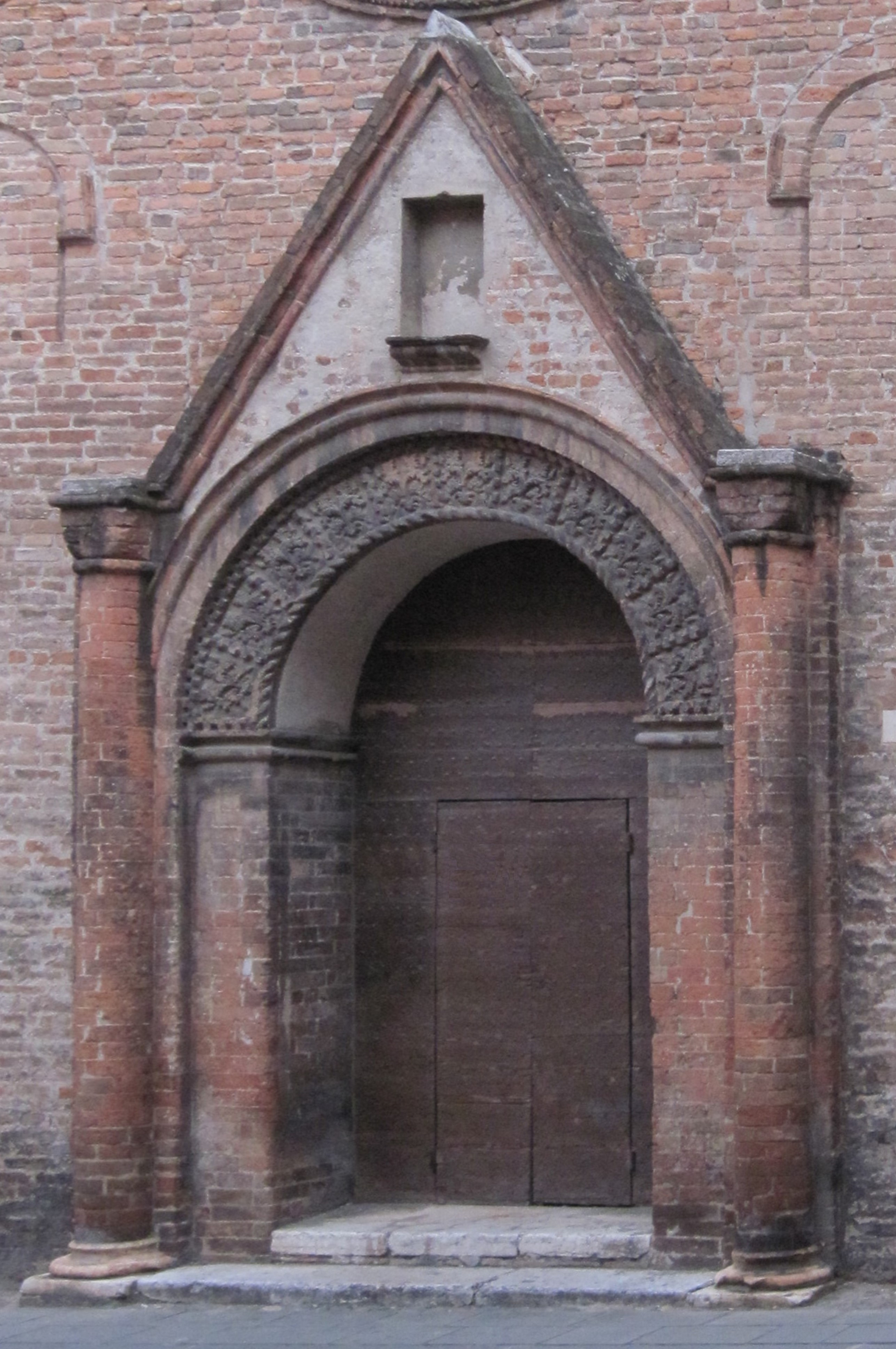
Portale della ex chiesa di San Giacomo

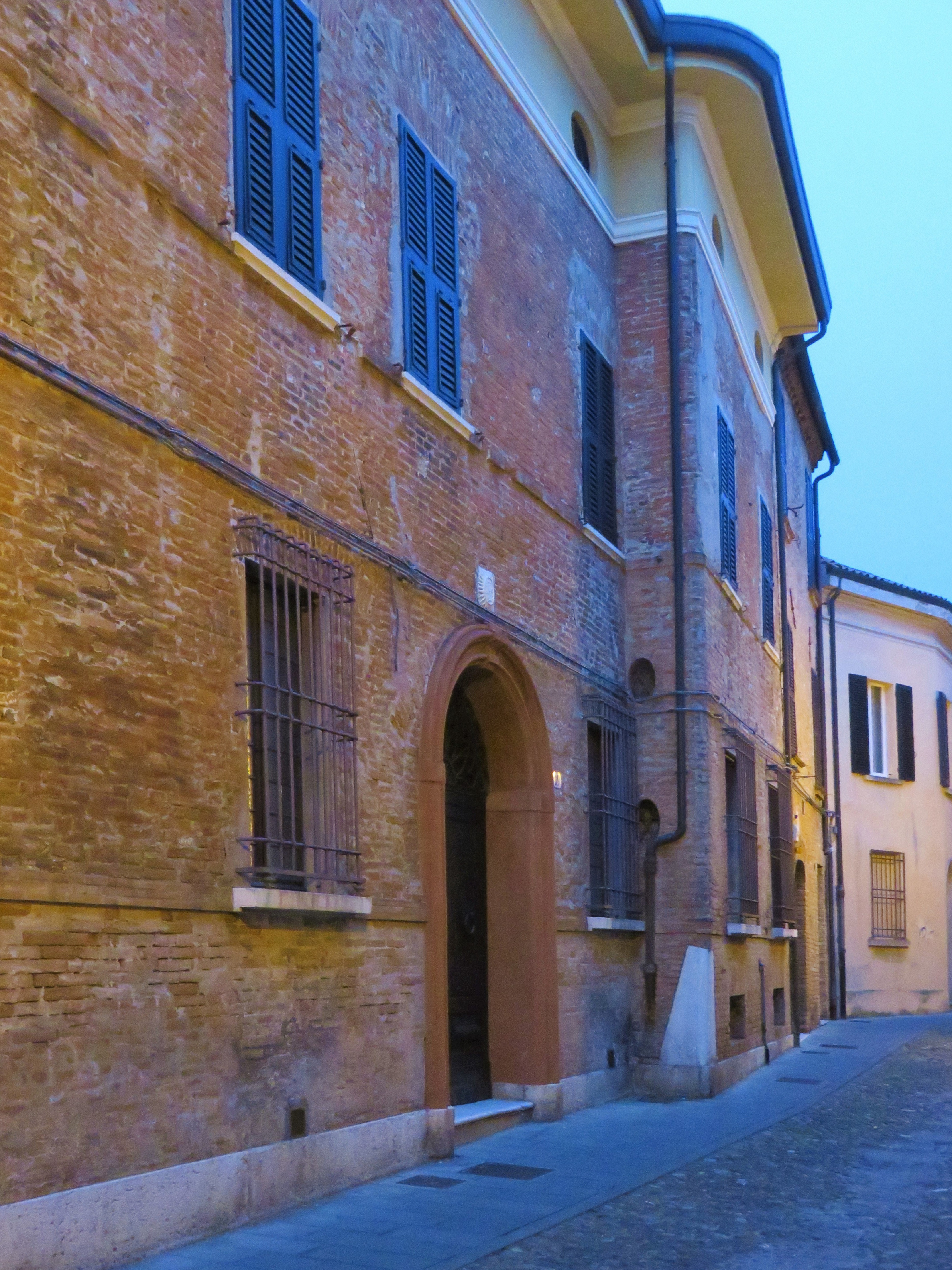
Palazzo dove visse Lippa Ariosti.

- Nella parte più a nord, al numero 4, c'è la casa dove visse Giorgio de Chirico tra il 1916 ed il 1917.
- Proseguendo si incontra il bel palazzo al numero 15 dove visse Pandolfo Ariosti (Pandolfo di Malatesta). Questo palazzo, caratterizzato da un bel portale e da finestre in stile gotico, fu abitato dai primi componenti della famiglia Ariosto in città, nel XIV secolo, che poi avrebbe avuto come suo rappresentante più celebre Ludovico Ariosto. Questo edificio fu sede, per un certo periodo, anche di una fabbrica di vetro.
- Al numero 19 il palazzo dove visse Filippa Ariosti, soprannominata "Lippa", prima amante e poi sposa del marchese Obizzo III d'Este. Questa fu una delle dimore della nobildonna, un'altra fu in via delle Vecchie al numero 4.
- Lungo la via si apre una piazzetta di forma irregolare, utilizzata anche come parcheggio, sulla quale si affaccia la chiesa di San Giacomo. L'edificio religioso venne eretto nel XI secolo ed è legato alla leggenda di un suo legame con i cavalieri templari. Marco Antonio Guarini, nel suo Famiglie illustri della città di Ferrara, sostiene che Ugo dei Pagani, fondatore dell'Ordine del Tempio, sia sepolto proprio in questo luogo.[4] La facciata della chiesa è notevole e nel complesso inalterata da secoli. Il portale in particolare, sul piano artistico, è molto importante. Costruito in cotto ferrarese, semplice e quasi grossolano, è abbellito tuttavia da motivi ornamentali interessanti, in tipico stile romanico.[1]